# Waldo A. Insúa
Waldo A. Insua (nacido Ubaldo Modesto Álvarez e Insua, La Estrada, 10 de junio de 1856 - Madrid, 10 de agosto de 1938) fue un abogado, escritor y periodista español.

## Biografía

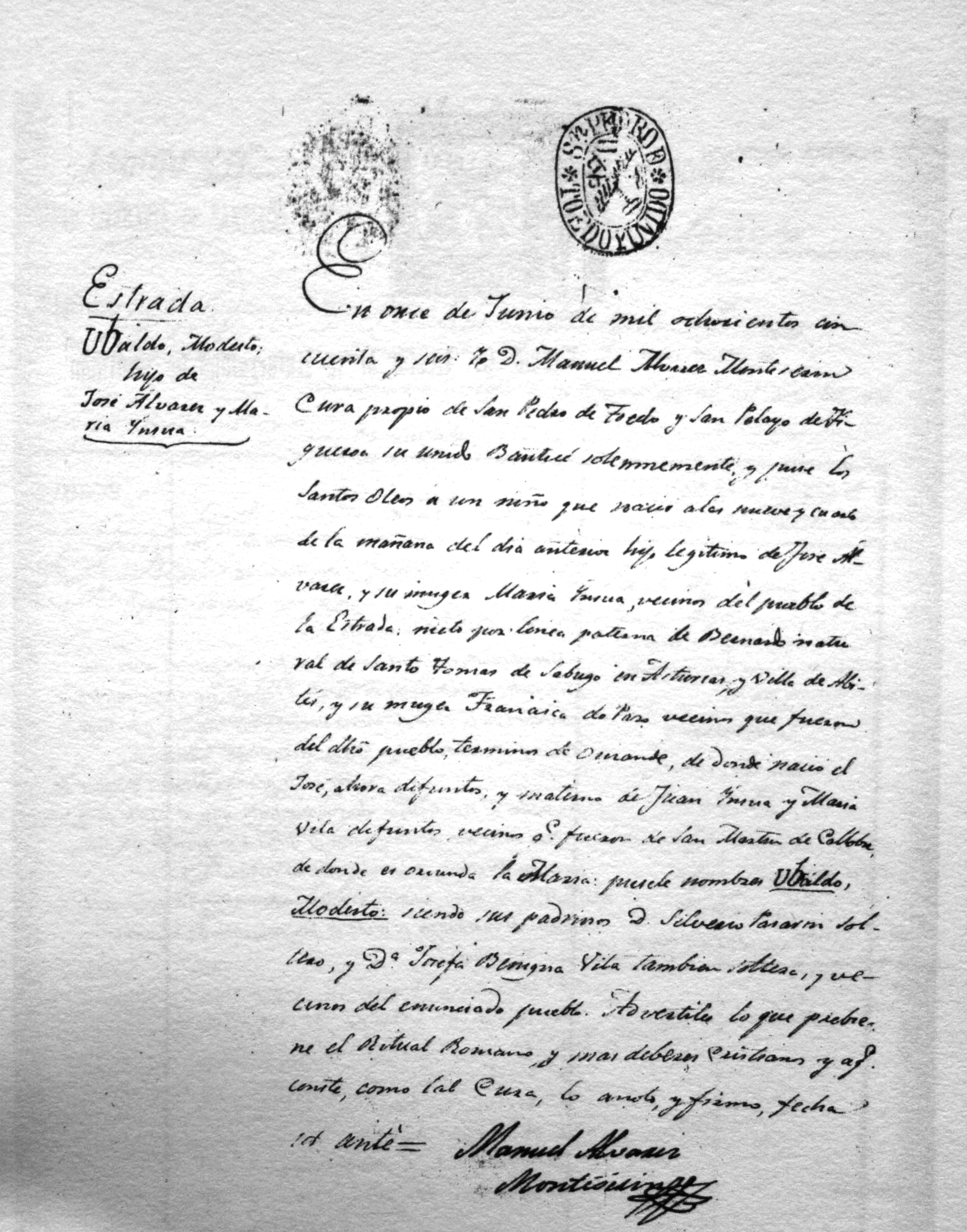
Partida de bautismo, 1856.

Ubaldo Modesto Álvarez e Insua nació el 10 de junio de 1856 en Estrada, Pontevedra, España.
Con solo 14 años comenzó a colaborar con los periódicos El Diario de Santiago y El Heraldo Gallego. En 1873, con solo 17 años, publicó algunos poemas en la Revista Galaica, pero sus artículos más comprometidos, en los que denunciaba el sistema político de la Restauración borbónica, aparecieron en el periódico Gaceta de Galicia. Por las dificultades que le ocasionaron, Álvarez Insua decidió seguir el camino de la emigración.
Marchó a Cuba en 1877. Se matriculó en la Universidad de La Habana, obtuvo la licenciatura en Derecho y trabajó durante diez años como escribano en el Juzgado de primera instancia del Distrito de Belén (La Habana), abriendo posteriormente su propio bufete. Fundó el semanario El Eco de Galicia, ocupó cargos directivos en el Centro Gallego y se le atribuye la fundación del periódico La Aurora del Yumurí en Matanzas.
En Cuba, al igual que muchos emigrantes españoles, adoptó el estilo estadounidense en su nombre, y además de pasar a denominarse Waldo, en lugar de Ubaldo, abrevió su primer apellido, Álvarez, que pasó a ser simplemente A. Lo que si mantuvo es el segundo apellido tal cual, Insua, sin el cambio a Insúa que hizo su hijo, el escritor Alberto Insúa por indicación de la escritora Pardo Bazán.

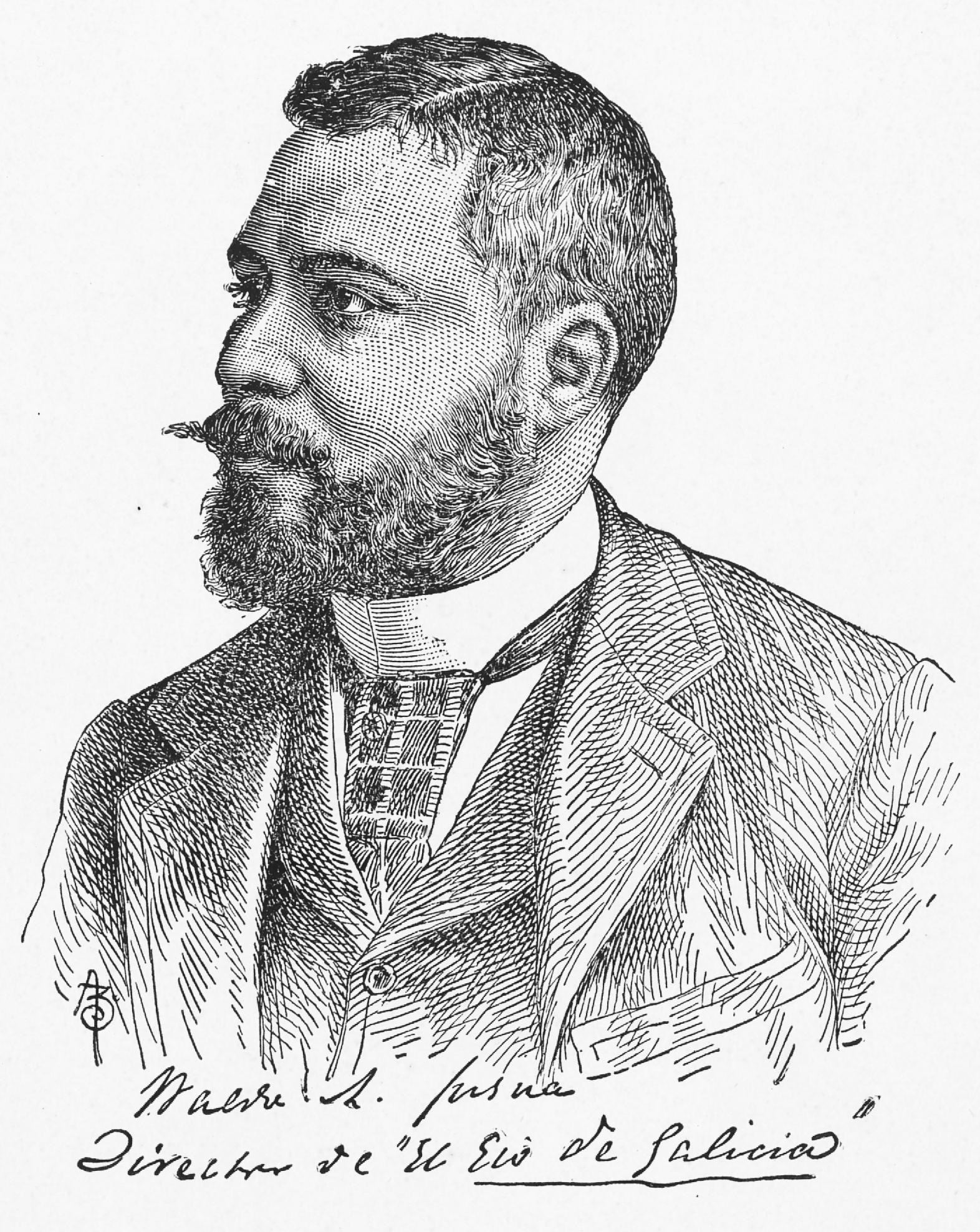
Waldo A. Insua en Galicia contemporánea, 1889.

Iniciador de importantes sociedades gallegas en La Habana, Álvarez Insua fue uno de los principales defensores del regionalismo gallego en Cuba. Fue vicepresidente y socio de una entidad que en poco tiempo fue la piedra angular de la sociedad gallega en la isla de Cuba. Desde El Eco de Galicia denunció de forma pública las maniobras que estaban a punto de iniciarse desde el Círculo de Hacendados de La Habana para traer de Galicia trabajadores que harían su labor en términos parecidos los de la esclavitud.

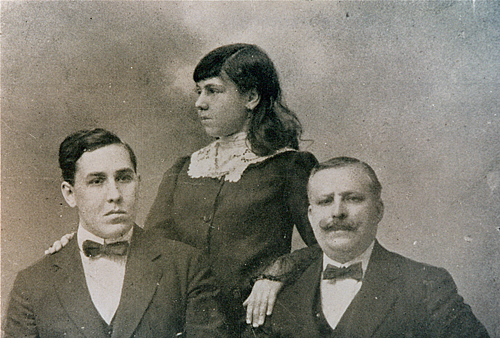
Waldo Álvarez Insúa con 2 de sus hijos.

En Cuba conoció a Sara Escobar de Cisneros, una mujer casada, emparentada con el cardenal Cisneros, y que pertenecía a una familia aristrocrática asentada en Camagüey. Contrajo matrimonio con ella justo después de que enviudó, adoptando al hijo póstumo que había tenido, el escritor Alberto Insúa (1883-1963), fue padre de seis hijos, entre ellos de la escritora Sara Insúa (1901-1985).
Aunque viajó con relativa frecuencia a Galicia, el regreso definitivo no se produjo hasta 1898, después del Tratado de París y de la voladura del Maine. Se asentó temporalmente en La Coruña, y el 4 de febrero de 1899 fue elegido presidente de la Liga Gallega de la Coruña.
En noviembre de 1899 se trasladó a Madrid donde se dedicó a la abogacía. Fue secretario del Centro Gallego de Madrid y colaboró en la prensa madrileña, principalmente en El País y El Liberal, La Ilustración Gallega y Asturiana, La Esfera y Blanco y Negro, mientras siguió escribiendo para periódicos de La Habana, Buenos Aires o el estradense El Emigrado.
Una calle de su localidad natal, La Estrada, lleva su nombre.

## Obras
- M. Curros Enríquez. Aires d'a miña terra. Juício crítico, 1883.
- Galicia contemporánea (páginas de viaje), 1889.
- Ecos de mi patria, 1891.
- El problema cubano, 1897.
- Finis. Últimos días de España en Cuba, 1902.
- La emigración, 1902.
- La pena de muerte, 1902.
- La prueba de testigos, 1902.
- Alma nueva, 1907.
- Deseada, 1908.
- Vida truncada, 1910.
- Cinematógrafo nacional, 1910.
- La boca de la Esfinge, 1910.
- El Milagro, 1912.